# X10

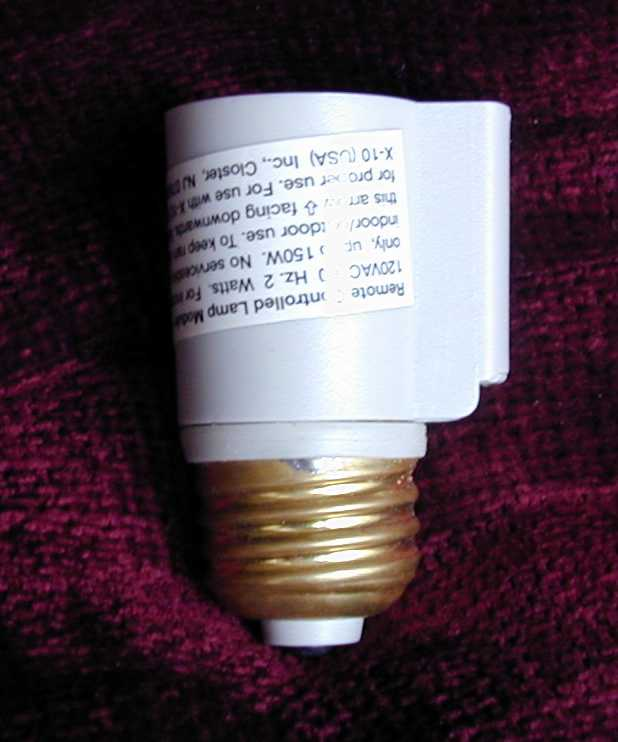
Модуль 10: Модуль ламповый в виде патрона

X10 — международный открытый промышленный стандарт, применяемый для связи электронных устройств в системах домашней автоматизации. Стандарт X10 определяет методы и протокол передачи сигналов управления электронными модулями, к которым подключены бытовые приборы, с использованием обычной электропроводки или беспроводных каналов.
Стандарт X10 был разработан в 1975 году компанией Pico Electronics (Гленротес, Шотландия) для управления домашними электроприборами.
В наши дни стандарт остаётся одним из самых популярных, хотя есть ряд альтернатив с более широкими возможностями: KNX, INSTEON, BACnet и LonWorks.

## Линии связи
Для связи модулей сети X10 используется обычная домашняя электрическая сеть. Закодированные цифровые данные передаются c помощью радиочастотного импульса вспышки частотой 120 кГц, длительностью 1 мс и синхронизированы с моментом перехода переменного тока через нулевое значение. За один переход через нуль передаётся один бит информации. Приёмник так же формирует окно ожидания вблизи перехода напряжения через 0. Размер окна — 200 мкс. Наличие импульса вспышки в окне — логическая «1», отсутствие — логический «0».
Сами модули сети обычно просто вставляются в розетку, хотя существуют более сложные встраиваемые модули, например заменяемые розетки, выключатели и пр.
Относительно высокая несущая частота не позволяет сигналу распространяться через трансформаторы или между фазами в многофазных сетях и сетях с расщеплённой фазой. Для сетей с расщеплённой фазой для передачи сигнала с фазы на фазу может использоваться обычный конденсатор, но для многофазных сетей и тех сетей с расщеплённой фазой, где простого конденсатора мало, необходимо использовать активный повторитель. Но при передаче сигнала с фазы на фазу необходимо учитывать вышеназванное условие — передача бита начинается при пересечении нуля. Именно по этой причине при переходе с фазы на фазу сигнал сдвигается на 1/6 цикла.
Ещё одним важным моментом является возможность блокирования сигналов за пределами действия сети, чтобы, например, модули одной сети X10 не влияли на сеть X10 в соседнем доме. В таких случаях для блокирования сигналов используется индуктивный фильтр.

## Протокол X10
Передаваемый по сети пакет состоит из адреса и команды, отправляемых контроллером управляемому модулю. Более сложные контроллеры также умеют опрашивать такие же управляемые модули об их статусе. Этот статус может быть достаточно простым («включено» или «выключено»), указывать числовое значение (текущее значение яркости, температура или данные с других датчиков).
Вне зависимости от среды передачи (электрическая сеть или радиосигнал), пакеты X10 состоят из:
- 4 бита — код дома;
- 4 бита — код модуля (может быть задано несколько модулей);
- 4 бита — команда.

Во избежание путаницы и удобства пользователей код дома задаётся латинскими буквами от A до P, а код модуля — цифрами от 1 до 16.
Когда сеть X10 установлена, каждый модуль настраивается таким образом, чтобы откликаться на один из 256 возможных адресов (16 кодов домов × 16 кодов модулей = 256). Каждый модуль реагирует только на команды, отправленные непосредственно ему и на несколько широковещательных команд.
Например, по сети может прийти сообщение вида: «модуль A3» а за ним команда «включиться» (turn on), что заставляет модуль A3 включить подсоединённое к нему устройство. Управление несколькими модулями осуществляется сообщением вида: «модуль A3», «модуль A15» и «модуль A4», а затем команда «включиться». Результат — все вышеперечисленные модули должны включить подключённые к ним устройства.
Стоит отметить, что нет ограничения на использование более чем одного кода дома в случае перечисления, однако, широковещательные команды вида «включить весь свет» или «выключить все модули» влияет только на модули с одним кодом дома. Таким образом, коды домов могут быть использованы для разделения сети X10 на отдельные зоны.

## Радиоканал

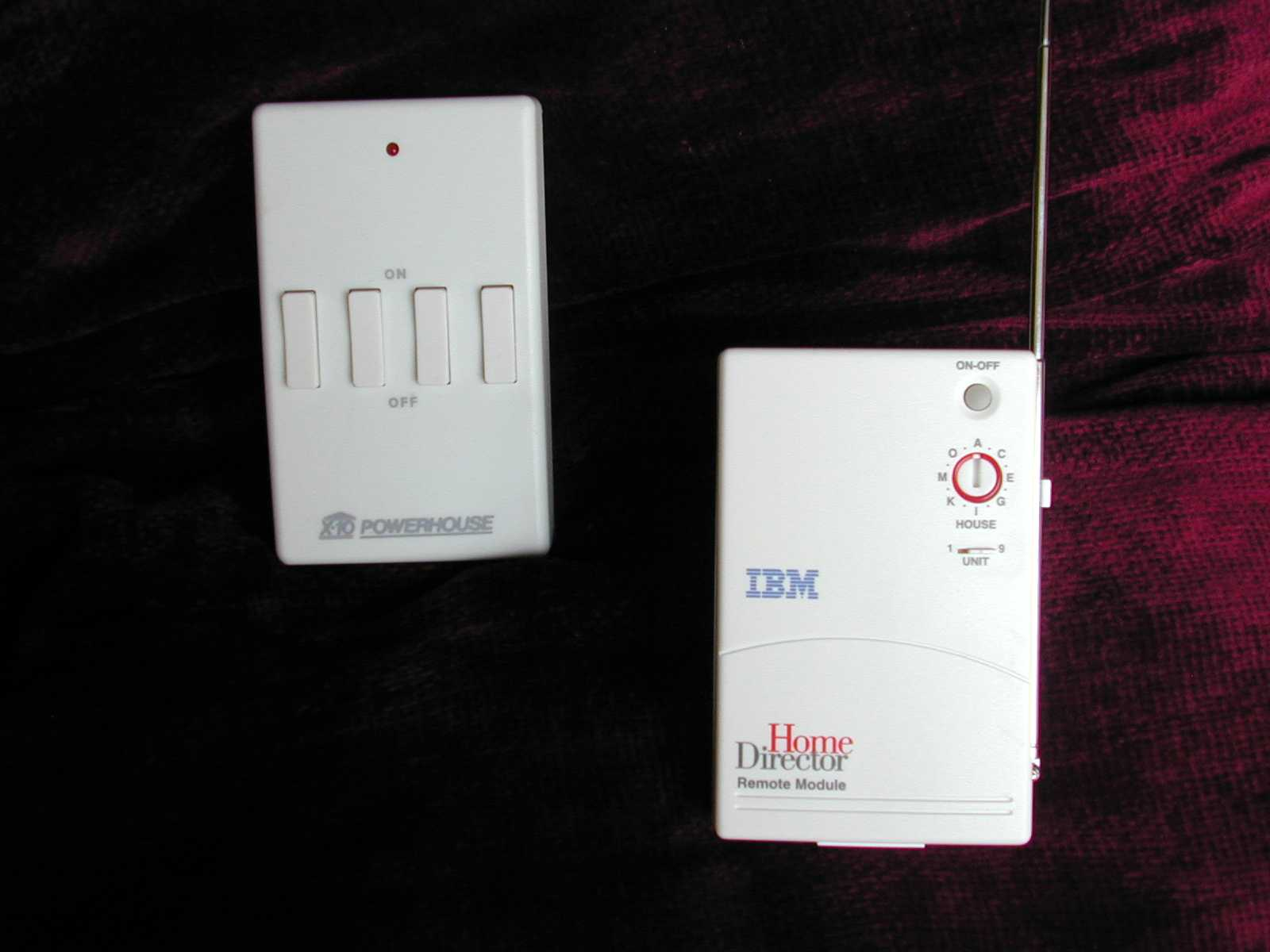
Четырёхканальный радиовыключатель и ретранслятор радиосигнала в проводную сеть

Для обеспечения работы беспроводных пультов, переключателей и прочих устройств был разработан протокол использования радиоканала.
Беспроводные устройства передают по радио пакеты данных, почти идентичные передаваемым по проводной сети. Для передачи используется частота 310 МГц в США и 433 МГц в Европе. Ресивер, подключённый к обычной электросети, транслирует полученные по радио команды в стандартную сеть X10.

## Недостатки
- Протокол X10 очень медленный. Около 3/4 секунды занимает передача адреса устройства и команды. Это может быть незаметным при использовании настольного контроллера, но может стать ощутимым при использовании двусторонней связи или при управлении через интеллектуальный контроллер (например, подключённый к компьютеру), особенно при использовании какого-либо сценария для управления несколькими устройствами.

- В сети X10 может передаваться только одна команда в конкретный момент времени. Если в одно и то же время будет вестись передача двух и более команд, это вызовет коллизии: команды не будут корректно приняты или же будут выполнены неверные действия.

- Устройства защитного отключения могут ослаблять сигнал настолько, что он не будет прочитан.

- Некоторые блоки питания, используемые в современной аппаратуре (компьютерах, телевизорах, ресиверах), могут «съедать» проходящие мимо команды сети X10. Это происходит из-за использования конденсаторов на входе блоков питания, которые создают низкое сопротивление для высокочастотного сигнала, сглаживая сигнал. Для подобных устройств существуют входные фильтры, которые позволяют пакетам X10 беспрепятственно проходить мимо подобных устройств.

- Некоторые модули X10 некорректно работают (или не работают вообще), если управляют устройством с низкой потребляемой энергией (менее 50 Ватт), например, флюоресцентными лампами.